# 仲谷聖史
仲谷 聖史（なかたに さとし、1981年10月27日 - ）は、日本の元ラグビー選手。

## プロフィール
- 大阪府高槻市出身。
- ポジションはプロップ(PR)。
- 身長 170cm、体重 105kg
- ニックネームはナッカン。
- 日本代表キャップは4。（2016年11月現在）
- 関西代表に選ばれたことがある[1]。

## 略歴
中学からラグビーを始めた。
2000年、島本高校卒業後、立命館大学に入る。
2004年、立命館大学卒業後、ヤマハ発動機ジュビロに加入。
2005年10月23日に行われたジャパンラグビートップリーグ第6節のサントリーサンゴリアス戦に先発出場で公式戦初出場を果たす。
2016年11月5日に行われたリポビタンDチャレンジカップ2016アルゼンチン戦にて先発出場で日本代表初キャップを獲得した。
2019年、現役を引退した。